# Charleroi
Charleroi (vallonsk: Tchålerwè) er den største by i Vallonien i det sydlige Belgien. Byen ligger i provinsen Hainaut, ved bredden af floden Sambre, ca. 50 kilometer syd for hovedstaden Bruxelles. Indbyggertallet er på 204.322 (2024).

## Folk fra Charleroi
Af kendte personer fra Charleroi kan blandt andet nævnes astronomen Georges Lemaître.
- Chantal Mouffe (f. 1943)